# Ambroży Dykier
Ambroży Piotr Dykier (ur. 1  lub 4 grudnia 1911 w Śluzie, zm. 24 marca 1972 w Sopocie) – polski duchowny rzymskokatolicki. Wysoko postawiony członek ruchu tzw. księży „patriotów”.
Urodził się 1 lub 4 grudnia 1911 w Śluzie jako syn Szymona i Anastazji. Był bratem m.in. Franciszka, Alojzego, Pawła (1915-1978, także ksiądz). W 1937 otrzymał święcenia prezbiteratu.
W czasie II wojny światowej był więziony przez Niemców w koszarach w Bydgoszczy i obozie przejściowym dla osób cywilnych w Pile. W 1940 r. został skierowany na roboty rolne w Śluzie, skąd pochodził, a następnie do Borowca w powiecie kościerskim.
W czerwcu 1942 r. został wpisany do III grupy na Niemieckiej Liście Narodowościowej (pot. Volkslista), a kilka miesięcy później został wcielony do Wehrmachtu. Od końca 1943 r. do końca marca 1944 r. czynnie służył jako grenadier pancerny w jednostce koło Augsburga, skąd zdezerterował i przedostał się do Francji, gdzie w listopadzie 1944 r. przyłączył się do I Batalionu Strzelców Wileńskich jako kapelan. Później został przeniesiony do Wielkiej Brytanii, gdzie w randz kapitana, pełnił funkcję kapelana wojskowego rejonu miasta Glasgow, a następnie od lipca 1945 r. do stycznia 1946 r. przy Centrum Wyszkolenia Pancernego i Technicznego oraz szkole podchorążych w Catterick w Anglii. Od stycznia do kwietnia 1946 r. był głównym duszpasterzem dla wszystkich polskich obozów repatriacyjnych w Szkocji.
Po wojnie został jednym z liderów środowiska tzw. duchownych „postępowych” w województwie gdańskim, gdzie pełnił kolejno funkcje członka prezydium Okręgowej Komisji Księży, członka zarządu OKK, wiceprezesa OKK oraz prezesa OKK. Wielokrotnie przewodniczył lokalnym zjazdom, zebraniom, spotkaniom ruchu księży „patriotów”, pośród których był także jednym z najważniejszych duchownych w skali kraju, aktywnie organizując ruch na poziomie ogólnokrajowym. Współpracował również z aparatem bezpieczeństwa jako informator pod ps. „Wolny”. Został zwerbowany według dokumentów „za pieniądze” 2 kwietnia 1949 r., jeszcze przed powstaniem Głównej Komisji Księży.
W 1948 został proboszczem parafii św. Michała Archanioła w Sopocie, pozostając nim przez niemal 25 lat. Podjął tam budowę świątyni, na którą kwotę w wysokości 100 tys. złotych „przyznał ze swych osobistych funduszy” sam ówczesny prezydent Bolesław Bierut. W 1951 wybudowany został dolny kościół, a później wzniesiony został kościół górny, który został konsekrowany w 1973 roku.
Zmarł 24 marca 1972 w Sopocie. Pochowany na cmentarzu katolickim w Sopocie (kwatera B4-Z4-3).

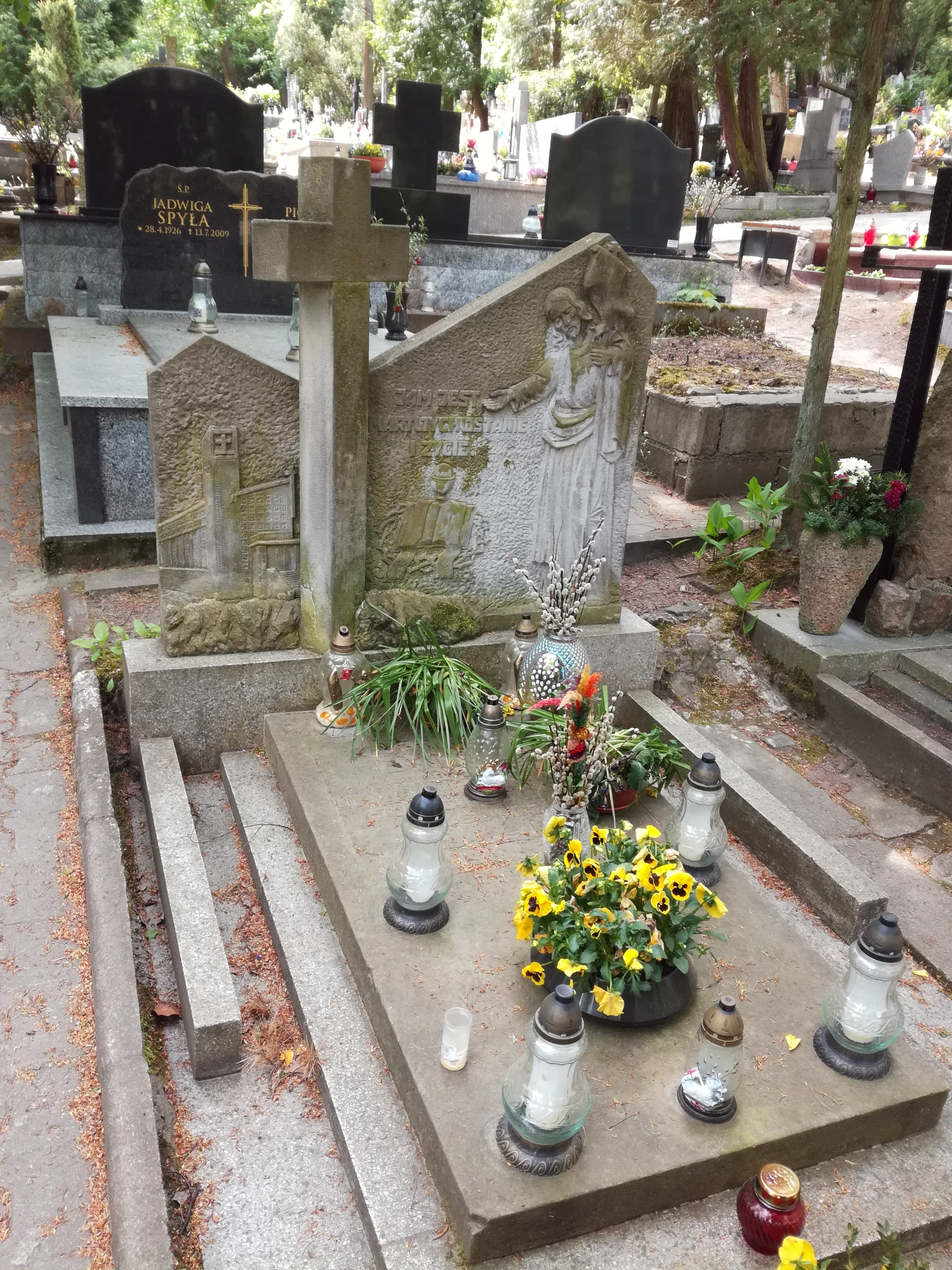
Grób ks. Ambrożego Dykiera na cmentarzu katolickim w Sopocie

## Odznaczenia
- Krzyż Oficerski Orderu Odrodzenia Polski (uchwałą Rady Państwa z 19 lipca 1954 w 10 rocznicę Polski Ludowej za zasługi w pracy społecznej)[9]
- Krzyż Kawalerski Orderu Odrodzenia Polski (uchwałą Rady Państwa z 22 lipca 1953, za zasługi w pracy społecznej)[10]
- Złoty Krzyż Zasługi (postanowieniem Prezydenta RP Bolesława Bieruta z 17 czerwca 1950, na wniosek Zarządu Głównego Związku Bojowników o Wolność i Demokrację, za zasługi w pracy społecznej)[11]